# Erkenntnis

Erkenntnis (în română cunoaștere) este un jurnal de filozofie care publică lucrări în filosofia analitică. Numele său este derivat din cuvântul german pentru recunoaștere: Erkennung. Revista a fost fondată de Hans Reichenbach și Rudolf Carnap în 1930, și a circulat sub titlul său original, Erkenntnis, în 1930-1938. Redenumită Journal of Unified Science (Erkenntnis) (1939-1940) ș-a întrerupt după începutul primului război mondial II-lea în 1940. Revista a fost "reînființată" de Wilhelm K. Essler,Carl G. Hempel și Wolfgang Stegmüller în 1975. Editorii actuali sunt Hans Rott (Universitatea din Regensburg), Wilhelm K. Essler, Patrick Suppes șiWolfgang Spohn.

## Articole notabile
- "Sistemul empiric echivalent al lumii" (1975) - WVO Quine
- "Drepturi, goluri, si corectitudine" (1977) - TM Scanlon
- "Reprezentarea mintală" (1978) - Hartry H. teren
- "Sensul literal" (1978) - John R. Searle
- "O teorie a Jocurilor Deciziilor Rationae " (1987) - Michael Bacharach
- "Provisoes: O problemă în ceea ce privește teoriilor științifice funcției inferențiale " (1988) - Carl G. Hempel
- "Credința Schimbarea reiterat Bazat pe epistemică santul" (1994) - Abhaya C. Nayak
- "Mecanisme și natura de Casație" (1996) - Stuart S. Glennan
- "Bare Possibilia" (1998) - Timothy Williamson